# NGC 3690
NGC 3690 (Arp 299, IC 694, Mrk 171, UGC 6471) è una galassia situata nella costellazione dell'Orsa Maggiore. Questa galassia è in collisione con IC 694 ed è distante circa 134 milioni di anni luce dalla Terra..
È stata scoperta il 18 marzo 1790 da William Herschel. Questa galassia, così come IC 694, è una galassia irregolare barrata. 
L'interazione tra le due galassie ha prodotto un giovane starburst simile a quello osservato nella coppia di galassie denominata II Zw 96. Sono state osservate 6 supernove, 4 delle quali in NGC 3690 e 2 in IC 694.